# Crustumerium

Il territorio della città di Crustumerium nel VI secolo a.C. (in marrone).

Crustumerio fu una città del Latium vetus, i cui abitanti erano denominati Crustumini. Fu inclusa da Plinio il Vecchio nella sua lista di città scomparse del Lazio.

## Origine
Secondo Diodoro Siculo fu tra le città fondate da Silvio, figlio postumo di Enea e di Lavinia, e quindi di origine latina.
Secondo Dionigi di Alicarnasso fu fondata prima di Roma, dalla popolazione latina di Alba Longa, Virgilio la nomina nell'Eneide tra le cinque città impegnate nella fabbricazione delle armi che le popolazioni dell'Italia centrale dovevano usare per combattere Enea, mentre per Plutarco era di origine sabina.

## Storia
Nelle citazioni delle fonti antiche il nome presenta diverse varianti: Tito Livio la nomina sia come Crustumeria, sia come Crustumerium, mentre sono forme poetiche dovute a ragioni metriche le varianti citate da Virgilio (Crustumeri) e da Silio Italico (Crustumium). La città dette inoltre il nome alla fertile campagna circostante, detta ager Crustuminus anche dopo la sua scomparsa.
Sia Tito Livio sia Dionigi di Alicarnasso ne riportano la conquista a Romolo, in seguito alla loro ribellione conseguente al tradimento romano perpetrato con il ratto delle Sabine, e il successivo arrivo di coloni romani, in misura maggiore alle altre due città appena sconfitte (Antemnae e Caenina), per la maggiore fertilità dei campi.
Successivamente la città che si era rivoltata a Roma, fece parte della Lega Latina, nello scontro con Roma, durante il regno di Tarquinio Prisco. Crustumerium fu una delle molte città conquistate dal re, anche se diversamente da Apiolae, rasa al suolo con i suoi sopravvissuti tratti come schiavi a Roma, la città fu risparmiata, perché alla vista dell'esercito romano, aprì le porte senza combattere oltre.
Nel 499 a.C., consoli Gaio Veturio Gemino Cicurino e Tito Ebuzio Helva, fu conquista dai romani.
Nel 494 a.C. la guarnigione romana di stanza in città, segnalò al Senato movimenti di Sabini, che sembravano preludere ad un attacco a Roma.
Nel 468 a.C. le campagne intorno a Crustumerium furono gravemente saccheggiate dai Sabini che, con le loro razzie, arrivarono fin sotto Porta Collina, prima di essere respinti dai romani, guidati da Quinto Servilio Prisco.
Il centro decadde gradualmente e probabilmente non esisteva più già poco dopo la conquista romana di Veio, risalente ai primi anni del IV secolo a.C.; lo attesta il fatto che non è neppure nominata nelle cronache della battaglia dell'Allia (390 o 388 a.C.), combattuta proprio nell'area in cui era sorta la città.

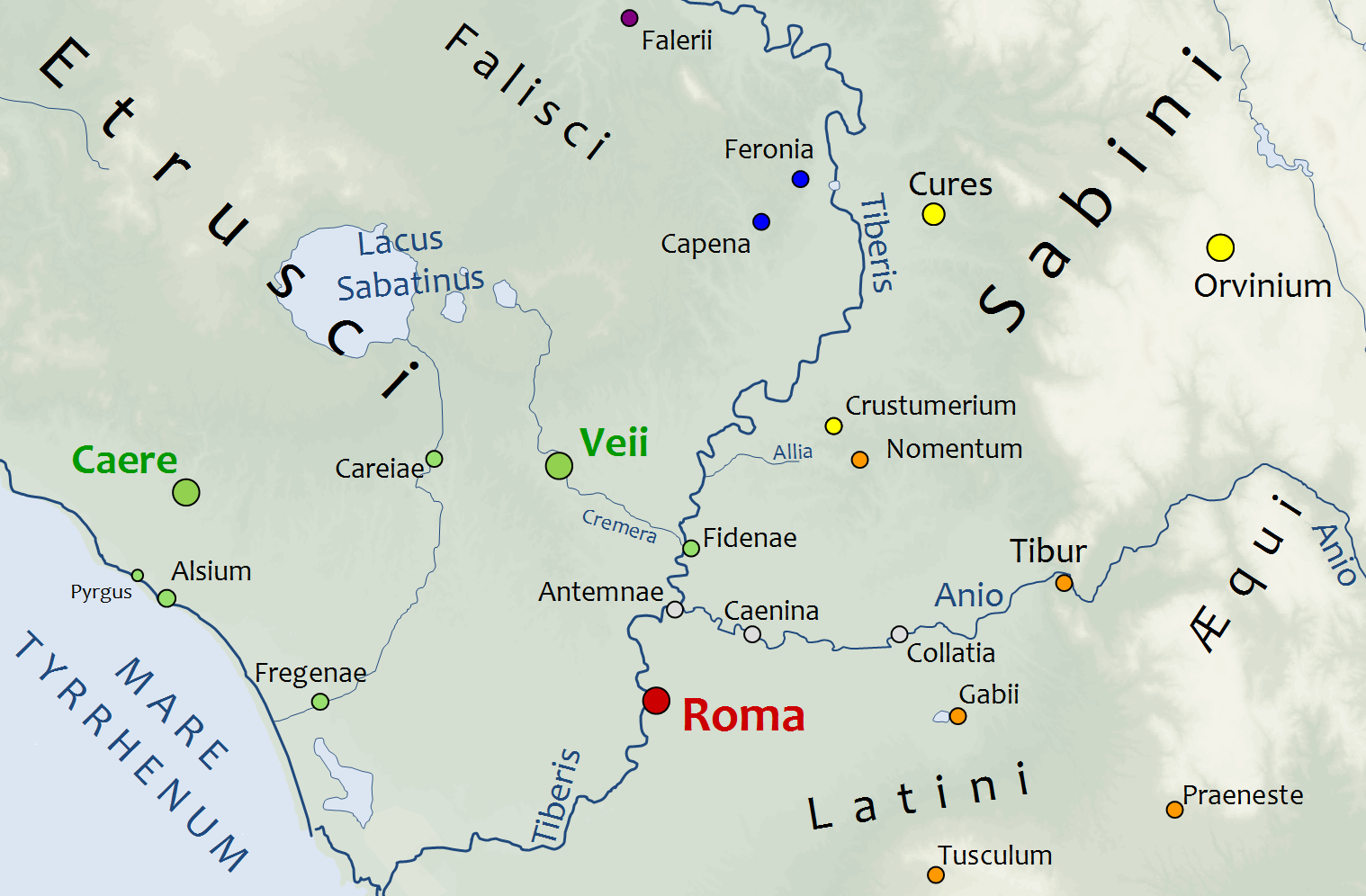
Posizione di Crustumerium nel Latium vetus.

## Archeologia
L'abitato antico è stato individuato su basi archeologiche intorno al 1970. I primi scavi furono effettuati dalla Soprintendenza Archeologica di Roma nel 1982, mentre la necropoli è stata esplorata a partire dal 1987, nelle località Monte Del Bufalo, Sasso Bianco, Cisterna Grande (oggi nella Riserva Naturale Marcigliana) a nord di Roma, nei pressi di Settebagni.
Gli scavi condotti nell'area hanno portato alla luce un monumentale tracciato viario che attraversava la città, resti di fortificazioni e, intorno all'insediamento, numerose tombe di grande interesse, con corredi risalenti fino alla prima età del ferro (Periodo Laziale IIB) comprendenti ceramiche di impasto, tra cui una produzione di età orientalizzante (Periodo Laziale IVa) con raffigurazioni dipinte in bianco di notevole qualità.
Gli studi, inoltre, hanno permesso di appurare che la città occupava, sia pure non densamente, un'area di non meno di 60 ettari